# Рэндольф Бедфорд
Рэндольф Бедфорд (27 июня 1868 года — 7 июля 1941 года) —  австралийский поэт, прозаик, мастер короткого рассказа, государственный деятель. Член Австралийской лейбористской партии.

## Биография
Бедфорд родился в местечке Camperdown, Сидней. Его отец, Альфред Бедфорд, в своё время приехал в Австралию из Йоркшира, Англия и 1859 году получил там работу  маляра.
Рэндольф Бедфорд получил образование в школе штата Ньютаун. В возрасте 14 лет он работал в адвокатской конторе Сиднея  в качестве офисного мальчика. В 16 лет он работал в Западном округе Новый Южный Уэльс, занимаясь отстрелом кроликов. Потом  он целый год работал клерком в антрепризе Эдмунда Даггана Вагга-Вагга (Wagga Wagga).

## Литературная деятельность
Первый короткий рассказ Бедфорда был принят в журнал The Bulletin в 1886 году. В 1888 году он некоторое время работал в журнале Argus (Broken Hill, NSW) в (Брокен-Хилл (Австралия), Новый Южный Уэльс), а с 1889 года около двух лет работал в Мельбурне.
В дальнейшем Рэндольф Бедфорд писал стихи, рассказы и очерки во время своего путешествия по Австралии в поисках месторождений. С 1901 по 1904 год Бедфорд пробыл в Европе и написал там серию путевых зарисовок. В 1916 году зарисовки были собраны и опубликованы под названием" Исследования цивилизации (Explorations in Civilization). Его первый роман Правда глаза и Вихрь (True Eyes and the Whirlwind ), появился в Лондоне в 1903 году, а его роман Snare of Strength  был опубликован двумя годами позже.
Три его коротких романа появились позднее в книжных киосках. Это романы "Billy Pagan", "Mining Engineer", Билли  The Silver Star (1917) и "Aladdin and the Boss Cockie" (1919). Последний роман был адаптирован в пьесу о четырёх актах. В 1904 году Рэндольф Бедфорд  выпускал сборник своих стихотворений,  однако разобранные листы сгорели во время пожара в типографии. Целыми остались только шесть экземпляров.  За несколько лет до смерти, Бедфорд заявил, что он не пожалел сжечь сборник, так как некоторые его стихи были написаны в ранней молодости, когда он  готовил подборку  стихов для печати, но не опубликовал их. Среди других его изданных рассказов: "Fourteen Fathoms by Quetta Rock" и "The Language of Animals".
Вместе с австралийскими писателями Генри Лоусоном и Виктором Дейли Рэндольф Бедфорд был членом элитного клуба "Рассвет и сумерки" (Dawn and Dusk Club).

## Политическая карьера
В 1917 Бедфорд вошёл в состав Законодательного Совета (Queensland Legislative Council) в Квинсленде. В 1923 году он был избран  кандидатом в Законодательное Собрание Warrego.
Бедфорд умер в 1941 году и был кремирован в крематории "Mount Thompson crematorium". 

### Романы
- True Eyes and the Whirlwind (1903)
- The Snare of Strength (1905)
- Sops of Wine (1909)
- Billy Pagan Mining Engineer (1911)
- The Mates of Torres (1911)
- The Lady of the Pickup (1911)
- The Silver Star (1917)
- Aladdin and the Boss Cockie (1919)

### Статьи
- Explorations in Civilization (1914)

### Автобиография
- Naught to Thirty-Three (1944)